# Kecskéd
Kecskéd är en ort i Ungern.   Den ligger i provinsen Komárom-Esztergom, i den västra delen av landet, 50 km väster om huvudstaden Budapest. Kecskéd ligger 167 meter över havet och antalet invånare är 1 908.
Terrängen runt Kecskéd är platt åt nordväst, men åt sydost är den kuperad. Runt Kecskéd är det ganska tätbefolkat, med 179 invånare per kvadratkilometer. Närmaste större samhälle är Tatabánya, 9,3 km nordost om Kecskéd. Runt Kecskéd är det i huvudsak tätbebyggt.